# Liste der Ehrenbürger von Kaufbeuren
Die Ehrenbürgerwürde ist die höchste kommunale Auszeichnung der Stadt Kaufbeuren. Mit ihr werden Bürger ausgezeichnet, die sich besondere Verdienste für die Stadt erworben haben. Rechtliche Grundlage ist die jeweilige Gemeindeordnung. 
Seit 1874 wurden unter anderem folgende Personen zu Ehrenbürgern ernannt.
Hinweis: Die Auflistung erfolgt chronologisch nach Datum der Zuerkennung und ist unvollständig. Ehemalige Ehrenbürger (Ehrenbürgerschaft aberkannt) werden aus Transparenzgründen genannt, aber gesondert ausgewiesen.

## Die Ehrenbürger der Stadt Kaufbeuren

### Ehrenbürgerschaft fortbestehend

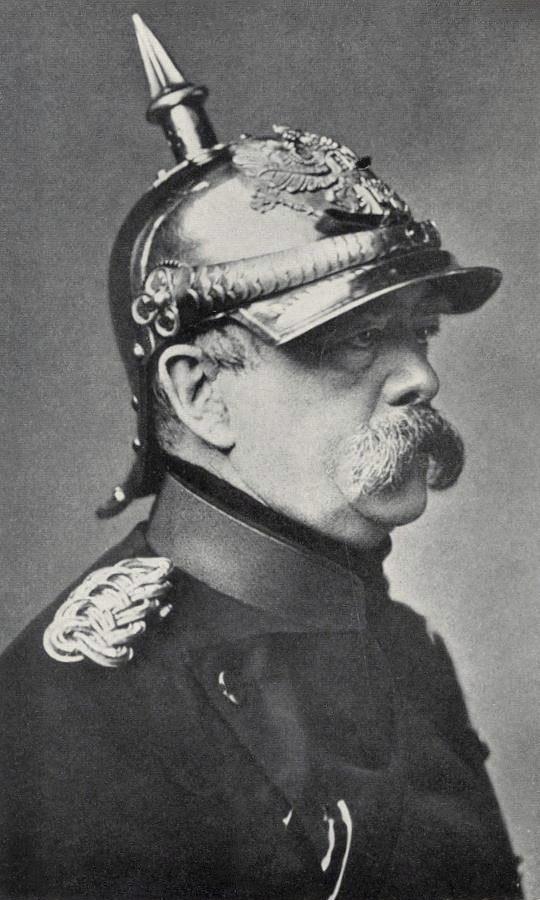
Otto von Bismarck

1. Adam Buchner
Rektor der Gewerbeschule
Verleihung am 15. Juni 1874
2. Winfried Hörmann von Hörbach (* 1821; † 1896)
Bayerischer Staatsminister, Regierungspräsident von Schwaben und Reichstagsabgeordneter
Verleihung am 10. September 1886
3. Georg von Hauberrisser (* 1841; † 1922)
Architekt
Verleihung am 4. März 1887
Hauberrisser war der Architekt des neuen Rathauses in Kaufbeuren, das 1879–81 erbaut wurde.
Otto von Bismarck
4. Carl Haffner sen.
Bürgermeister von 1866–1875
Verleihung am 3. April 1894
5. Otto von Bismarck (* 1815; † 1898)
Reichskanzler
Verleihung am 1. April 1895
6. Emmanuel Eduard Christa
Evangelischer Stadtpfarrer
Verleihung am 1. Januar 1908
7. Julius Probst
Kaufmann (* 1829; † 1911)
Verleihung am 14. Februar 1909
Probst spendete bedeutende Summen für die Martinskirche und das Waisenhaus und gründete eine Suppenküche für Notleidende.
8. Josef Landes (* 1841; † 1919)
Stadtpfarrer und Reichstagsmitglied
Verleihung am 22. Juli 1915
9. Johann Leonhard Kluftinger (* 1843; † 1930)
Konsul und Mäzen
Verleihung am 23. April 1923
10. Christian Frank (* 1867; † 1942)
Heimatforscher
Verleihung am 23. Dezember 1925
11. Johann Peter Wahl (* 1867; † 1942)
Brauereibesitzer, Schiffswirt und Mäzen
Verleihung am 24. Juli 1929
12. Paul von Hindenburg (* 1847; † 1934)
Generalfeldmarschall, Reichspräsident
Verleihung am 27. März 1933
13. Hermann Fink (* 1888; † 1959)
Geistlicher Rat, kath. Stadtpfarrer
Verleihung am 20. Juli 1952

### Ehrenbürgerschaft aberkannt
1. Adolf Hitler (* 1889; † 1945)
Führer, Reichskanzler
Verleihung am 27. April 1933
1971 durch Stadtratsbeschluss aberkannt